# Terellia tribulicola
Terellia tribulicola
 es una especie de insecto del género Terellia de la familia Tephritidae del orden Diptera. 
Senior-White la describió científicamente por primera vez en el año 1922.